# Charles Taylor (politico)
Charles McArthur Ghankay Taylor (Arthington, 28 gennaio 1948) è un politico liberiano. È stato il 22º Presidente della Liberia, dal 2 agosto 1997 fino alle sue dimissioni, l'11 agosto 2003.
Taylor ottenne la laurea al Bentley College, negli Stati Uniti, prima di ritornare in Liberia per lavorare nel governo di Samuel Kanyon Doe. Dopo essere stato rimosso dal suo incarico per appropriazione indebita, giunse in Libia, dove venne addestrato per combattere come guerrigliero. Ritornò in Liberia nel 1989 a capo di un gruppo di ribelli appoggiato dalla Libia, l'NPFL (National Patriotic Front of Liberia), per rovesciare il regime di Doe, iniziando la Prima Guerra Civile Liberiana. A seguito dell'esecuzione di Doe, egli prese il controllo di gran parte della nazione, diventando uno dei più importanti signori della guerra in Africa.
A seguito di un trattato di pace che concluse la guerra, Taylor terrorizzò la popolazione per spingerla a votare per lui come presidente alle elezioni generali del 1997. Durante il suo incarico, Taylor fu accusato di crimini di guerra e crimini contro l'umanità, come risultato del suo coinvolgimento nella Guerra Civile della Sierra Leone. In patria, l'opposizione al suo regime crebbe, culminando nello scoppio della Seconda Guerra Civile Liberiana nel 1999. Dal 2003 perse il controllo di gran parte del territorio ed è stato formalmente accusato dalla Corte Speciale per la Sierra Leone (SCSL). Nello stesso anno si dimise a seguito di crescenti pressioni internazionali ed andò in esilio in Nigeria.
Nel 2006 il nuovo Presidente Ellen Johnson Sirleaf ne richiese formalmente l'estradizione. Al suo arrivo a Monrovia venne preso in custodia dalla Missione delle Nazioni Unite in Liberia (UNMIL) ed immediatamente trasferito in Sierra Leone. È attualmente trattenuto nell'Unità di Detenzione delle Nazioni Unite presso l'Istituto Penitenziario Haaglanden a L'Aia (Olanda), dove è sotto processo dalla Corte Speciale per la Sierra Leone per il suo ruolo durante la guerra civile.

## Biografia
Charles McArthur Taylor nacque ad Arthington, una città vicino a Monrovia, il 28 gennaio 1948 da Nelson e Benice Taylor. Acquisì il nome “Ghankay” successivamente, probabilmente per agevolare i rapporti con i popoli indigeni. Sua madre era un membro del gruppo etnico Gola. In accordo con molti riferimenti, suo padre era un Americo-Liberiano. Taylor studiò al Bentley College a Waltham, Massachusetts, dal 1972 al 1977, ottenendo la laurea in economia.
Nel 1979 guidò una manifestazione alla Missione Liberiana alle Nazioni Unite di New York, protestando contro il presidente della Liberia William Richard Tolbert, che stava svolgendo una visita di stato negli USA. Tolbert ebbe un dibattito pubblico con Taylor, ma, quando questi insinuò che Tolbert si sarebbe impossessato della Missione Liberiana con la forza, fu arrestato dalla polizia di New York. Taylor fu successivamente invitato a tornare in Liberia da Tolbert.
Taylor appoggiò il golpe del 12 aprile 1980 guidato da Samuel Kanyon Doe, che vide l'assassinio di Tolbert e la presa del potere di Doe e Justin, un banchiere della CPC. Taylor fu insignito di un'elevata posizione nel governo di Doe, nell'Agenzia dei Servizi Generali della Liberia, una posizione che gli permise di restare in carica in cambio del suo sostegno al governo liberiano. Taylor fu licenziato nel maggio del 1983 per essersi appropriato indebitamente ed aver occultato su un conto bancario statunitense circa 1.000.000 $.
Taylor volò negli Stati Uniti ma fu arrestato il 24 maggio del 1984 a Somerville, nel Massachusetts, su un mandato di estradizione riguardante l'appropriazione indebita di 922.000 $ di fondi governativi che avrebbero dovuto essere investiti nell'acquisto di parti di macchinari. Adducendo il rischio di essere assassinato da agenti Liberiani, Taylor cercò di opporsi all'estradizione con l'aiuto del suo avvocato Ramsey Clark, il precedente Procuratore Generale degli Stati Uniti d'America. Venne detenuto in una casa di correzione a Plymouth, Massachusetts.
Il 15 settembre 1985, Taylor ed altri quattro carcerati apparentemente scapparono dalla struttura di Plymouth, una prigione di massima sicurezza, segando le sbarre di una finestra e penetrando in una lavanderia abbandonata. Dopo essersi calati da un'altezza di 12 piedi mediante lenzuoli annodati tra loro, i cinque carcerati scavalcarono una ringhiera. Poco dopo, Taylor ed altri due fuggitivi incontrarono nelle vicinanze del Jordan Hospital la moglie di Taylor, Enid, e la sorella di Taylor, Lucia Holmes Toweh, e con una macchina andarono a Staten Island, dove Taylor scomparve.
Gli altri quattro evasi insieme a Taylor, come anche la moglie e la sorella, furono successivamente arrestati. Prince Johnson, un senatore liberiano ed amico di vecchia data di Taylor, dichiarò prima della Commissione per la Riconciliazione e la Verità Nazionale, il 27 agosto 2008, che gli Stati Uniti rilasciarono Taylor dal carcere nel 1985 per pilotare il rovesciamento del regime di Doe. Questo venne successivamente confermato da Taylor stesso durante il suo interrogatorio al processo a L'Aia. Taylor ha recentemente aggiunto che la sua evasione dal penitenziario di Boston fu agevolata dal Governo degli Stati Uniti. IntelNews.org identificò in un'agente della CIA di 40 anni, Ruggiero D'Onofrio, uno stretto alleato di Taylor. La sua rete di contrabbando e di lavaggio di denaro sporco fornì a Taylor uno sbocco per la vendita di diamanti e l'acquisto illegale di armi.

### Guerra civile
Taylor riuscì a fuggire dagli Stati Uniti e poco dopo si ritiene si sia spostato in Libia, dove seguì un addestramento per la guerriglia sotto Mu'ammar Gheddafi, diventando un suo protetto. Infine lasciò la Libia e andò in Costa d'Avorio, dove fondo l'NPFL.
Nel dicembre del 1989, finanziato dalla Libia, Taylor lanciò una sollevazione armata dalla Costa d'Avorio alla Liberia per rovesciare il regime di Doe, guidando la Prima Guerra Civile Liberiana. A partire dal 1990 le sue forze controllarono rapidamente gran parte della nazione. Lo stesso anno, Prince Johnson, divenuto nel frattempo uno dei comandanti dell'NPFL, si staccò dal gruppo armato e fondò l'INPFL (Independent National Patriotic Front of Liberia).
Nel settembre del 1990 Johnson prese la capitale Monrovia, privando così Taylor di una vittoria assoluta. Doe fu catturato e torturato a morte da Johnson e le sue forze. Tutto ciò causò una violenta frammentazione politica del paese. La guerra civile si tramutò in un conflitto etnico, con sette fazioni che combattevano per il controllo delle risorse della Liberia (in particolare ferro, diamanti, legname e gomma).
In accordo con un articolo del 2 giugno 1999 del “The Virginian-Pilot”, Taylor ebbe importanti contatti d'affari con il televangelista Pat Robertson durante la guerra civile. Secondo l'articolo, Taylor diede a Robertson i diritti per l'estrazione dei diamanti nella regione diamantifera del paese.
Da quanto dichiarato da due piloti di “Operation Blessing”, che riportarono questo fatto al Commonwealth della Virginia per un'indagine nel 1994, Robertson utilizzò i suoi aerei di “Operation Blessing” per portare macchinari per l'estrazione dei diamanti nelle sue nuove miniere in Liberia, nonostante lui stesso raccontasse ai telespettatori del suo programma televisivo “700 Club” che gli aerei servivano per portare beni di prima necessità alle vittime del genocidio in Ruanda. L'indagine che ne conseguì da parte del Commonwealth della Virginia concluse che Robertson deviò le donazioni alle operazioni di estrazione dei diamanti in Liberia ma il procuratore generale della Virginia Mark Earley bloccò ogni ulteriore azione contro Robertson, dato che furono effettivamente inviati anche beni di prima necessità.

### Presidenza
Dopo la fine ufficiale della guerra civile nel 1996, Taylor concorse per la presidenza nelle elezioni generali del 1997. Divenne famoso il suo slogan “He killed my ma, he killed my pa, but I will vote for him" (“Lui uccise mia madre, lui uccise mio padre, ma voterò per lui”). Le elezioni furono sorvegliate dalla missione di pace delle Nazioni Unite “United Nations Observer Mission in Liberia” insieme ad un contingente del Economic Community of West African States. Taylor vinse le elezioni in modo schiacciante, ottenendo il 75% dei voti. Il più forte avversario di Taylor, Ellen Johnson Sirleaf, ottenne solamente il 10% dei voti. La vittoria di Taylor è attribuita al fatto che si temeva che egli avrebbe fatto di nuovo scoppiare la guerra se avesse perso le elezioni.
Durante la sua legislatura, Taylor licenziò 2.400-2.600 militari delle Forze Armate della Liberia, molti di questi di etnia Krahn, portati nelle forze armate dal precedente Presidente Doe. Al loro posto creò l'Unità Anti-Terrorismo, la Divisione Operazioni Speciali della Polizia Nazionale Liberiana (LNP), che utilizzò come esercito privato.
Numerose dichiarazioni furono fatte contro Taylor durante la sua presidenza, in particolar modo riguardanti il suo coinvolgimento nella Guerra Civile della Sierra Leone. Fu accusato di aiutare i ribelli del Fronte Unito Rivoluzionario (RUF) attraverso la vendita di armi in cambio di “diamanti di sangue”. Grazie all'embargo delle Nazioni Unite contro la vendita di armi alla Liberia in quel periodo, queste armi furono in gran parte acquistate al mercato nero attraverso contrabbandieri come Viktor Bout.
Fu inoltre accusato del reato di favoreggiamento delle atrocità compiute dai ribelli del RUF contro i civili, che uccisero e mutilarono migliaia di persone e rapirono e torturarono un numero imprecisato di esseri umani.  Oltretutto, Taylor fu accusato di aiutare il RUF nel reclutamento di bambini soldato. Oltre a questi aiuti al RUF, Taylor ha riferito di operazioni del RUF dirette personalmente da lui in Sierra Leone. Taylor fu seguito e consigliato, anche spiritualmente, dall'evangelista Kilari Anand Paul. Come presidente, era noto per il suo stile vistoso ed ostentato. Oltre ad essere stato accusato dalla Nazioni Unite di aver svolto traffico e contrabbando d'armi durante la sua presidenza, apparve pubblicamente vestito con un abito bianco, supplicando Dio per il perdono, mentre contemporaneamente negava tutte le accuse. È stato riferito che abbia anche detto “Anche Gesù Cristo è stato accusato di essere un assassino ai suoi tempi”.

### Ribellione e accuse
Nel 1999 una ribellione contro Taylor scoppiò nel Nord della Liberia, guidata da un gruppo che si faceva chiamare Liberians United for Reconciliation and Democracy (LURD). Questo gruppo è stato spesso accusato di atrocità e si crede fosse appoggiato dal governo dell'adiacente Guinea. Questa sollevazione segnò l'inizio della Seconda Guerra Civile Liberiana.
Dall'inizio del 2003 il LURD prese il controllo del Nord della Liberia. Quell'anno un secondo gruppo ribelle, questa volta appoggiato dalla Costa d'Avorio, il Movement for Democracy in Liberia (MODEL), emerse nel Sud della Liberia ed ottenne velocemente numerosi successi. In estate il governo di Taylor controllava solo un terzo del territorio nazionale: Monrovia e la zona centrale del paese.
Il 7 marzo 2003, la Corte Speciale per la Sierra Leone (SCSL) emise un'accusa per Taylor. Agli inizi dello stesso anno le forze Liberiane uccisero Sam Bockarie, un membro importante del RUF in Sierra Leone durante una sparatoria agli ordini di Taylor. Alcuni hanno dichiarato che Taylor ordinò l'uccisione di Bockarie in modo da prevenire un'eventuale testimonianza contro di lui di fronte alla SCSL.
Nel giugno del 2003, il Procuratore della Corte Speciale formulò pubblicamente l'accusa per crimini di guerra contro Taylor. L'accusa asseriva che Taylor creò ed appoggiò i ribelli del RUF in Sierra Leone, che furono accusati di numerose atrocità, incluso l'utilizzo di bambini soldato. Il procuratore disse inoltre che l'amministrazione Taylor ospitò membri di Al-Qaeda connessi con gli attentati del 1998 alle ambasciate Statunitensi in Kenya e Tanzania.
L'accusa fu avanzata durante la visita ufficiale di Taylor in Ghana, dove stava partecipando a colloqui di pace con ufficiali del LURD e MODEL. Con l'appoggio dell'allora presidente Sud Africano Thabo Mbeki e contro le insistenze del presidente della Sierra Leone Ahmad Tejan Kabbah, il Ghana decise di non trattenere Taylor, che ritornò a Monrovia.

### Dimissioni
Durante la sua assenza per i colloqui di pace in Ghana si suppone che il governo Americano abbia fatto pressioni perché il vicepresidente liberiano Moses Blah prendesse il potere. Al suo ritorno, Taylor rimosse Blah, per riposizionarlo pochi giorni dopo. Nel luglio 2003 il LURD iniziò l'assedio di Monrovia e furono combattute numerose battaglie sanguinarie, dato che le forze di Taylor tentarono di fermare gli attacchi dei ribelli per conquistare la città.
La pressione su Taylor crebbe ulteriormente quando il Presidente degli Stati Uniti George W. Bush dichiarò due volte quello stesso mese che Taylor “deve lasciare la Liberia”. Il 9 luglio il Presidente Nigeriano Olusegun Obasanjo offrì a Taylor un esilio sicuro nella sua nazione, ma solo a patto che Taylor non si occupasse più della politica liberiana. Taylor insistette che avrebbe rassegnato le dimissioni solo se le truppe di pace americane si fossero dispiegate in Liberia. Per tutta risposta Bush dichiarò pubblicamente che Taylor si sarebbe prima dovuto dimettere e lasciare la nazione, perché un intervento americano potesse essere preso in considerazione.
Nel frattempo numerosi stati africani, ed in particolare l'Economic Community of West African States (ECOWAS), sotto il comando della Nigeria inviarono truppe in Liberia sotto la bandiera dell'ECOMIL. Supporto logistico alla missione fu fornito da un'azienda californiana chiamata PAE Government Services Inc. che ottenne un contratto di 10 milioni di dollari dal Dipartimento di Stato statunitense. Il 6 agosto un gruppo composto da 32 militari statunitensi fu inviato come collegamento con le operazioni delle truppe ECOWAS.
Il 10 agosto Taylor apparve alla TV di stato dicendo che avrebbe rassegnato le dimissioni il giorno successivo ed avrebbe ceduto il potere al vicepresidente Blah. Nel suo discorso d'addio criticò aspramente gli Stati Uniti, dicendo che le insistenze dell'amministrazione Bush perché lasciasse la nazione avrebbero danneggiato la Liberia.
L'11 agosto Taylor si dimise, Blah assunse il ruolo di presidente fino a che un governo di transizione fu stabilito il 14 ottobre. Alla cessione erano presenti il Presidente Ghanese John Kufuor, il Presidente Sud Africano Thabo Mbeki ed il Presidente del Mozambico Joaquim Chissano, tutti in rappresentanza dei consigli regionali africani. Gli Stati Uniti inviarono l'Amphibious Ready Group della Joint Task Force Liberia con 3 navi da guerra e 2.300 Marines in vista della costa. Taylor volò in Nigeria, dove il governo mise a disposizione delle abitazioni per lui ed il suo staff a Calabar.

### Esilio
Nel novembre 2003 il Congresso degli Stati Uniti offrì una ricompensa di due milioni di dollari per la cattura di Taylor. Il trattato di pace che garantiva un esilio pacifico a Taylor imponeva anche che egli stesse lontano dalla politica liberiana e non cercasse di influenzarla, cosa che, a detta dei suoi oppositori, egli non stava facendo. Il 4 dicembre l'Interpol emise una nota rossa riguardante Taylor, suggerendo che le nazioni avevano il dovere di arrestarlo. Il nome di Taylor fu posto nella lista dei principali ricercati dell'Interpol, dichiarando che era ricercato per crimini contro l'umanità e per non aver rispettato la Convenzione di Ginevra del 1949, sottolineando che era considerato un individuo pericoloso.
La Nigeria dichiarò che non avrebbe risposto all'appello dell'Interpol ma si sarebbe limitata a rimandare Taylor in Liberia, nel caso in cui il Presidente della Liberia lo avesse richiesto. Il 17 marzo 2006 il nuovo Presidente della Liberia, Ellen Johnson Sirleaf, sottopose una richiesta di estradizione ufficiale al governo della Nigeria. Tale richiesta fu concessa il 25 marzo, quando la Nigeria accettò di rilasciare Taylor perché potesse essere processato dalla Corte Speciale per la Sierra Leone. La Nigeria acconsentì solamente a rilasciare Taylor, ma non ad estradarlo, dato che non esistevano trattati di estradizione tra le due nazioni.

### Scomparsa ed arresto
Tre giorni dopo l'annuncio della Nigeria del suo intento di cedere Taylor alla Liberia, egli scomparve dalla villa sulla costa dove viveva in esilio. Una settimana prima della sua scomparsa le autorità nigeriane avevano preso l'inusuale iniziativa di consentire a membri della stampa locale di accompagnare gli operatori che stavano svolgendo il censimento nazionale all'interno del compound di Taylor a Calabar. Era previsto che il presidente nigeriano Olusegun Obasanjo dovesse incontrare il Presidente Bush meno di 48 ore dopo la scomparsa di Taylor. Si dice che Bush avrebbe rifiutato di incontrare Obasanjo se Taylor non fosse stato prima arrestato. Meno di 12 ore prima dell'incontro deciso tra i due capi di Stato venne reso noto l'arresto di Taylor e l'immediato trasferimento in Liberia.
Il 29 marzo Taylor provò ad oltrepassare il confine con il Camerun attraversandolo presso la città di Gamborou, nel nord-est della Nigeria. Il suo Range Rover con targa diplomatica nigeriana fu fermato dalle guardie di frontiera e l'identità di Taylor venne scoperta. Il personale del Dipartimento di Stato rese noto successivamente che cospicue quantità di denaro ed eroina vennero trovate nel veicolo. Al suo arrivo all'aeroporto internazionale Roberts, presso Harbel, Liberia, Taylor venne arrestato ed ammanettato dagli ufficiali della LNP, che trasferirono immediatamente la custodia di Taylor alla Missione delle Nazioni Unite in Liberia (UNMIL). Soldati irlandesi dell'UNMIL scortarono quindi Taylor a bordo di un elicottero che lo portò a Freetown, Sierra Leone, dove venne consegnato alla SCSL.

### Processo
La Corte Speciale per la Sierra Leone inizialmente accusò Taylor il 3 marzo per 17 capi d'accusa per crimini di guerra e crimini contro l'umanità commessi durante il conflitto in Sierra Leone. Il 16 marzo 2006, un giudice della SCSL concesse di rettificare le accuse contro Taylor, che venne quindi accusato di 11 capi d'accusa. Alla sua prima apparizione di fronte alla Corte il 3 aprile 2006, Taylor si dichiarò del tutto non colpevole.
I primi di giugno 2006, la decisione su dove tenere il processo Taylor, se a Freetown o a L'Aia, non era ancora stata presa dal nuovo presidente della SCSL George Gelaga King. Il predecessore di King aveva premuto perché il processo si tenesse all'estero, in quanto temeva che condurre il processo in loco potesse avere un effetto destabilizzante in un'area dove Taylor esercitava ancora una certa influenza. La Corte d'Appello della Corte Speciale rifiutò una mozione avanzata dai difensori di Taylor secondo cui il loro cliente non avrebbe avuto un processo imparziale a L'Aia e richiedevano inoltre che la Corte Speciale ritirasse la richiesta di spostare il processo a L'Aia.
Il 15 giugno 2006 il Governo Britannico approvò la carcerazione di Taylor nel Regno Unito nel caso in cui fosse stato condannato dalla SCSL. Questo soddisfece una condizione posta dal Governo Olandese, che aveva stabilito che loro avrebbero ospitato il processo, ma non avrebbero tenuto Taylor in carcere se fosse stato condannato. Il Ministro degli Esteri Britannico Margaret Beckett stabilì che sarebbe stata necessaria una nuova legge per adempiere a questa disposizione. In attesa della sua estradizione in Olanda, Taylor fu trattenuto in un carcere delle Nazioni Unite a Freetown.
Il 16 giugno 2006 il Consiglio di Sicurezza delle Nazioni Unite approvò all'unanimità il permesso che Taylor venisse trasferito a L'Aia per il processo; il 20 giugno 2006 Taylor fu estradato e volò all'aeroporto di Rotterdam nei Paesi Bassi. Fu preso in custodia e trattenuto nel centro di detenzione della Corte per i Crimini internazionali nel distretto Scheveningen de L'Aia. L'Associazione per la Difesa Legale di Charles G. Taylor venne costituita nel giugno del 2006 per assisterlo legalmente nella difesa.
Quando il processo Taylor si aprì il 4 giugno 2007, Taylor boicottò il procedimento e non si presentò. Tramite una lettera che venne letta alla corte dal suo avvocato, egli si giustificò dicendo che in quel momento non gli poteva essere garantito un giusto ed imparziale processo.
Il 20 agosto 2007, la difesa di Taylor, ora guidata da Courtenay Griffiths, ottenne un rinvio del processo al 7 gennaio 2008. Durante il processo il procuratore capo presunse che un testimone chiave, nonché collaboratore di Taylor, che testimoniò contro di lui, scomparve dopo essere stato minacciato per aver fornito prove contro Taylor. Inoltre, Joseph "Zigzag" Marzah, un ex-comandante militare, testimoniò che Charles Taylor celebrò l'acquisizione del suo nuovo status durante la guerra civile ordinando un sacrificio umano, includendo l'uccisione degli oppositori di Taylor e degli alleati che lui sospettava fossero traditori e fece seppellire viva una donna incinta sotto la sabbia. Marzah accusò anche Taylor di aver forzato i suoi soldati a praticare il cannibalismo, con lo scopo di terrorizzare i nemici.
Nel gennaio 2009 il procedimento ebbe fine presentando le evidenze contro Taylor, ed il caso si chiuse il 27 febbraio 2009. Il 4 maggio 2009, una mozione per un giudizio di assoluzione non venne accolta e la discussione per la difesa di Taylor iniziò nel luglio 2009. Taylor testimoniò a difesa di se stesso da luglio a novembre 2009. La difesa si fermò il 12 novembre 2010 e stabilì la fine della discussione per i primi di febbraio 2011.
L'8 febbraio 2011, la corte del processo stabilì in una decisione 2-1 che non avrebbe accettato il sommario del processo di Taylor, dato che il sommario non era stato presentato entro il termine del 14 gennaio. In risposta, Taylor ed il suo consulente boicottarono il processo e rifiutarono un ordine della corte di iniziare la conclusione degli argomenti. Questo boicottaggio avvenne poco dopo la perdita di informazioni diplomatiche Americane riservate attraverso il sito WikiLeaks nel 2010, in cui gli Stati Uniti discutevano la possibilità di estradare Taylor per processarlo negli Stati Uniti nell'eventualità di una assoluzione alla SCSL. Il consigliere di Taylor citò il documento e la decisione della corte come prova di una cospirazione internazionale contro Taylor.
Il 3 marzo, la corte d'appello della SCSL capovolse la decisione del processo stabilendo che siccome la corte del processo non aveva stabilito che Taylor potesse essere consigliato dalla corte ed indicare personalmente la sua intenzione di derogare i propri diritti ad un sommario del processo, il dovere processuale di Taylor sarebbe stato violato impedendogli di sottoporre un sommario del processo. La corte d'appello ordinò quindi che la corte del processo accettasse il sommario e fissasse la data per l'inizio della conclusione della discussione. A marzo 2011 la discussione terminò e fu annunciato che la corte avrebbe raggiunto un verdetto mesi dopo.
Charles Taylor è stato riconosciuto colpevole dalla Corte speciale delle Nazioni Unite per la Sierra Leone, istituita all'Aja, il 26 aprile 2012.
Ricorso in appello, la difesa ha tentato di ottenere una riduzione di pena sostenendo che Taylor non fosse consapevole delle atrocità commesse dai ribelli in Sierra Leone. Il 26 settembre 2013 la corte dell'Aja ha però confermato la sentenza, affermando che «l'ex presidente è sempre stato complice, e per questo colpevole» e come «Taylor non abbia mai dimostrato rimorso per le sue azioni». Dovrà scontare integralmente i cinquant'anni ai quali era stato condannato in un carcere di massima sicurezza nel Regno Unito.

### Famiglia
Nel 1997 Taylor sposò Jewel Taylor, da cui ebbe un figlio. Lei chiese il divorzio nel 2005 a causa dell'esilio in Nigeria di suo marito e la difficoltà a visitarlo a causa di un blocco delle Nazioni Unite sui suoi spostamenti. Il divorzio fu concesso nel 2006. Attualmente lavora come senatore nella contea di Bong (Liberia).
Il loro figlio, Phillip Taylor, rimase in Liberia seguendo l'estradizione di suo padre alla SCSL, Venne arrestato dalla polizia Liberiana il 5 marzo 2011 ed accusato di aver tentato l'omicidio in relazione all'attacco al figlio di un ufficiale dell'immigrazione che aveva assistito all'estradizione di Taylor. Al tempo del suo arresto stava tentando di varcare il confine per dirigersi in Costa d'Avorio.
Taylor ha un altro figlio, Charles McArther Emmanuel, cittadino Statunitense, nato dalla relazione con la sua fidanzata ai tempi del college. Emmanuel venne arrestato nel 2006 dopo essere entrato negli Stati Uniti e venne accusato di 3 reati tra cui l'aver partecipato a torture quando prestava servizio nell'Unità anti-Terrorismo in Liberia durante la presidenza di suo padre. La legge che permise di perseguire Taylor venne messa a punto nel 1994, nello sforzo di impedire la commissione di atti di tortura da parte di cittadini Statunitensi fuori dai confini degli USA. Ad oggi, questo è l'unico caso perseguito. Nell'ottobre 2008, Emmanuel venne dichiarato colpevole di altri 3 reati e condannato ad un totale di 97 anni di carcere.

## Cultura di massa
- Il personaggio di Andre Baptiste del film Lord of War è in parte basato su Taylor.[52]
- Taylor appare nel documentario del 2008 Pray the devil back to hell.